# Жозе Ивалдо
Жозе́ Ива́лдо Алме́йда Си́лва, более известный как просто Жозе́ Ива́лдо, либо Зе Ива́лдо (порт.-браз. José Ivaldo Almeida Silva; Zé Ivaldo) (род. 21 февраля 1997 года в Масейо) — бразильский футболист, центральный защитник клуба «Атлетико Паранаэнсе», на правах аренды выступающий за «Крузейро».

## Биография
Жозе Ивалдо начинал играть в футбол в родном штате Алагоас — сначала он занимался в клубе «Комерсиал» (Висоза), а затем перешёл в академию одного из самых популярных клубов своего региона — КРБ. В 2014 году переехал на юг Бразилии, в Куритибу, где присоединился к молодёжному составу «Атлетико Паранаэнсе». 2 мая 2015 года 18-летний защитник дебютировал в основном составе «урагана». В матче Лиги Паранаэнсе его команда разгромила «Насьонал» (Роландия) со счётом 5:0.
Регулярно стал играть за свою команду с 2017 года. В 2018 году сыграл два матча в розыгрыше Южноамериканского кубка, который в итоге выиграл «Атлетико Паранаэнсе» — это был первый трофей клуба на международной арене. В 2018, 2019 и 2020 годах Зе Ивалдо помогал команде выиграть чемпионат штата.
В 2019 году (с мая по декабрь) на правах аренды выступал за «Виторию» из Салвадора в Серии B.
25 июня 2021 года Зе Ивалдо сыграл сотый матч за «Атлетико Паранаэнсе». Гостевая игра чемпионата Бразилии против «Баии» сложилась для «красно-чёрных» неудачно — после удаления Ришарда на 13 минуте Антониу Оливейра решил перестроить схему и уже на 21 минуте выпустил вместо Зе Ивалдо полузащитника Лео Ситадини. В итоге «Баия» выиграла со счётом 2:1.
7 июля того же года в матче 10 тура «Бразилейрана» Зе Ивалдо забил мяч в собственные ворота, из-за чего «Атлетико Паранаэнсе» уступил на выезде «Сантосу» (2:1). Защитник очень переживал по этому поводу, но ровно через 70 дней, уже в матче 1/4 финала Кубка Бразилии, сумел реабилитироваться, и забил «Сантосу» уже «настоящий» гол, оказавшийся победным. Выиграв дома с таким же счётом 1:0, «Атлетико» вышел в следующий этап. В полуфинале Зе Ивалдо вновь забил гол — в ответной игре на «Маракане» его команда разгромила «Фламенго» со счётом 3:0 (защитник забил третий мяч). «Атлетико Паранаэнсе» вышел в финал турнира благодаря тому, что неделей ранее дома сыграл вничью 2:2.
Также в 2021 году «Атлетико Паранаэнсе» вновь удачно выступил на международной арене, сумев во второй раз выиграть Южноамериканский кубок. В финале 20 ноября команда обыграла соотечественников — «Ред Булл Брагантино» — со счётом 1:0. Зе Ивалдо в ходе этой кампании сыграл за «ураган» восемь матчей.

## Титулы и достижения
- Чемпион штата Парана (3): 2018, 2019, 2020
- Обладатель Южноамериканского кубка (2): 2018, 2021